# Johann Paul Bauer
Johann Paul Bauer (* 9. Juni 1933 in Nürnberg; † 1. März 2025 in Saarbrücken) war ein deutscher Rechtswissenschaftler und Hochschullehrer.

## Leben
Nach Abitur 1954 in seiner Heimatstadt studierte er Wirtschaftswissenschaften (Diplom-Kaufmann) und Jurisprudenz in München und Erlangen (erstens juristisches Staatsexamen 1958/zweite juristische Staatsprüfung 1963). Schon während seiner Referendarzeit war er an der juristischen Fakultät der Universität Erlangen Assistent bei Ludwig Schnorr von Carolsfeld, der auch seine Doktorarbeit zum Thema „Das Internationale Privatrecht im Rechtssystem“ betreut. Heinrich Hubmann war Zweitgutachter. Der Promotion zum Dr. iur. 1968 folgen weitere Assistentenjahre, ein Habilitationsstipendium der Deutschen Forschungsgemeinschaft und sodann, im Sommersemester 1972, die Habilitation mit der von Heinrich Hubmann und Dieter Leipold begutachteten Schrift „Das Recht an der Arbeitskraft Gedanken zu einem Wettbewerbsrecht des Arbeitsmarkts“ (Venia legendi für Bürgerliches  Recht, Arbeitsrecht, Internationales Privatrecht und Rechtsvergleichung). 1974 bewarb er sich erfolgreich auf eine Professur für Lebenszeit Privatrecht, Nachfolge Peter Bähr, an der Universität des Saarlandes. 1998 wurde er dort emeritiert.

## Schriften (Auswahl)
- Das internationale Privatrecht im Rechtssystem. Erlangen 1968, OCLC 74008489.
- Wahlfachgruppen. Eine Einführung mit Hinweisen für die Wahl, das Studiums und die Literatur. Berlin 1977, ISBN 3-8059-0469-X.
- Universität und Gesellschaft. Festvortrag gehalten am 19. Oktober 1981 anlässlich der Eröffnung des Wintersemesters 1981/82. Saarbrücken 1981, OCLC 32264721.
- Wörterbuch der heutigen Rechts- und Politiksprache. Deutsch – Latein. Saarbrücken 2008, ISBN 978-3-935009-29-4.